# François Djindjian
 (mai 2020).
Si vous disposez d'ouvrages ou d'articles de référence ou si vous connaissez des sites web de qualité traitant du thème abordé ici, merci de compléter l'article en donnant les références utiles à sa vérifiabilité et en les liant à la section « Notes et références ».
François Djindjian, né le 26 avril 1950 à Paris, est un archéologue et préhistorien français, spécialiste du Paléolithique supérieur et des méthodes et théorie de l’archéologie.

## Biographie
Son père, René Djindjian, a été un des fondateurs de la neuroradiologie française, inventeur de l’artériographie sélective et de l’embolisation (neuroradiologie interventionnelle) à l’hôpital Lariboisière, à Paris, dans un service qui porte aujourd’hui son nom.
François Djindjian, ancien élève du lycée Louis-le-Grand, est ingénieur, diplômé de Supélec en 1974. Il obtient un doctorat à l'université Paris-I en 1980 et présente une habilitation universitaire à cette même université en 2005.

## Activités professionnelles
François Djindjian commence son activité professionnelle en informatique à la SESA.

### En archéologie
François Djindjian participe à l’introduction des mathématiques et de l’informatique en archéologie, notamment l’usage de l’analyse des données multidimensionnelles. Il développe également, sous le nom d’archéologie des processus, une épistémologique globale qui, intégrant des techniques de structuration et d’apprentissage, permet de reconstituer les principaux processus qui définissent le fonctionnement systémique des sociétés du passé,.
Il crée et anime dans les années 1980, à l'université de Paris 1 un séminaire de troisième cycle « Informatique et mathématiques appliquées à l’archéologie » qui est à l’origine de son premier livre : « Méthodes pour l’archéologie ».
Il organise au début des années 1990 à l'université Paris-I un enseignement intitulé « Méthodes et théorie de l’archéologie » dont il devient le professeur associé jusqu’en 2014. Son « Manuel d’Archéologie » publié en 2011 est réédité en 2017 (Armand Colin, collection U, première édition 2011, deuxième édition 2017),.

### En préhistoire
Il est préhistorien, spécialiste du Paléolithique supérieur européen, et s'intéresse particulièrement à la classification des vestiges matériels et des procédés de fabrication. Entre 1975 et 1995, Il rectifie et précise le cadre chrono-stratigraphique et culturel du paléolithique supérieur de la France. Il publie en 1999 une synthèse sur « Le paléolithique supérieur en Europe » avec M. Otte et J. Kozlowski. Il révise en 2004 les synthèses sur l’art pariétal paléolithique de H. Breuil, A. Laming-Emperaire et A. Leroi-Gourhan, et propose une nouveau modèle, la théorie des bestiaires et des territoires.Enfin, en 2014, il propose un modèle général d’organisation sociale, d’exploitation des territoires et de démographie des groupes de chasseurs-cueilleurs dans le paléolithique européen, qui s’adapte en permanence aux variations climatiques de la dernière glaciation.

### Fouilles en Ukraine
Il est coresponsable depuis 1993 avec L. Iakovleva, des fouilles du site paléolithique à cabane en os de mammouths de Gontsy en Ukraine,.
Ses archives scientifiques sont déposées au Pôle archives de la Maison des Sciences de l’homme Mondes.

## Activités associatives
Il co-organise plusieurs congrès notamment le XVIIIe congrès mondial de l’UISPP à Paris, en 2018 ; CAA (Computer Applications in Archaeology), Paris en 2014 et les quatre congrès franco-ukrainiens d’archéologie (I : 1999, Paris Sorbonne ; II : 2004, Kiev ; III : 2009, Paris EHESS ; IV : 2015, Kiev) ; les JIAP (Journées Informatique et Archéologies de Paris), Paris, Institut d’Art et d’Archéologie : 2008, 2010, 2012, 2016 ; Colloque Jacques de Morgan, Paris, Ecole des Mines, 2008 ; Ecole européenne d’été « Informatique et mathématiques appliquées à l’archéologie », Conseil de l’Europe, Valbonne-Montpellier, 1983.
Membre de l'Union internationale des sciences préhistoriques et protohistoriques, il anime la commission Méthodes et théorie de l’archéologie, dont il est devenu président en 2001. Participant à la réforme de cette institution en 2006, il en est devenu le trésorier en 2011 puis président depuis juin 2018.
Il est également membre du bureau du Conseil international pour la philosophie et les sciences humaines de l’Unesco) dont il est vice-président depuis 2009 et membre de lUnion académique internationale) depuis 2019.

## Publications

### Archéologie
- « Pour une théorie générale de la connaissance en archéologie », Archeologia E Calcolatori, vol. 13,‎ 2002, p. 101-117
- « L’approche par les processus en archéologie », Archeologia E Calcolatori, vol. 3,‎ 2012, p. 279-300
- s, Méthodes pour l'archéologie, Paris, Armand Colin, 1991, 612 p. (e-ISSN 2425-1941), p. 612
- Manuel d’archéologie, Paris, Armand Colin, 2011
- François Djindjian, L’Archéologie, Paris, Armand Colin, 2017, L’Archéologie
- « Us et abus du concept de chaîne opératoire dans l’archéologie française contemporaine », Archéologie de l’âge du Fer en Europe. Mélanges offerts à Olivier Buchsenschutz,‎ 2013, p. 93-107[15].

### Préhistoire
- Le Paléolithique supérieur de la France, Paris, Hermann, p. 331-378
- avec Kozlowski et Otte, Le Paléolithique supérieur en Europe, Paris, Armand Colin, 1999
- « Contacts et déplacements des groupes humains dans le Paléolithique supérieur européen : les adaptations aux variations climatiques des stratégies de gestion des ressources dans le territoire et dans le cycle annuel », Préhistoire, Art et Sociétés, vol. LXV-LXVI « Actes du Congrès IFRAO, Tarascon-sur-Ariège, septembre 2010. In « L’art préhistorique dans le monde, »,‎ novembre 2010, p. 1807-1816
- « Contacts et déplacements des groupes humains dans le Paléolithique supérieur européen : les adaptations aux variations climatiques des stratégies de gestion des ressources dans le territoire et dans le cycle annuel », ERAUL « Modes de contacts et de déplacements au Paléolithique eurasiatique »,‎ 2014, p. 645-673
- avec Iakovleva Loudmila, Le site d’habitat à cabanes en os de mammouths de Gontsy (Ukraine). Vingtième anniversaire des fouilles à Gontsy, Kiev, Service de coopération culturelle de l’ambassade de France, 2015, p. 40